# Velise (Estonia)
Velise – wieś w Estonii, prowincji Rapla, w gminie Märjamaa.